# Krzysztof Ciemnołoński
Krzysztof Nodar Ciemnołoński (ur. 1985 w Warszawie) – polski poeta, pisarz, autor reportaży i przewodników podróżniczych. 
Wiersze publikuje w internecie i w prasie m.in. w "Nocy Poetów”, "LiteRacjach", „Pro Arte”, „Lampie”, „Portrecie”, "Odrze", "Wakacie", "Kwartalniku Literackim Kresy", "Arteriach", "Gazecie Wyborczej", "Autografie". W 2005 roku wydał tomik „przebicia” (Biblioteka Nocy Poetów, Staromiejski Dom Kultury, Warszawa) a w 2011 "eskalacje" (Biblioteka Współczesnej Poezji, Zeszyty Poetyckie, Gniezno). W 2024 roku opublikował książkę "PolakoGruzin - kaukaska ziemia źródeł" poświęconą Gruzji, jej historii, kulturze, społeczeństwu. 

## Twórczość
- 2003 – płaskostopie. (arkusz)
- 2005 – przebicia.[1]
- 2011 – eskalacje.[2]
- 2024 - PolakoGruzin - kaukaska ziemia źródeł